# Apogonichthyoides regani
Apogonichthyoides regani är en fiskart som först beskrevs av Whitley, 1951.  Apogonichthyoides regani ingår i släktet Apogonichthyoides och familjen Apogonidae. Inga underarter finns listade i Catalogue of Life.